# Bruinvis
De bruinvis (Phocoena phocoena), vroeger ook vaak water- of zeevarken genoemd, is een zoogdier uit de onderorde der tandwalvissen. De wetenschappelijke naam van de soort werd als Delphinus phocoena in 1758 gepubliceerd door Carl Linnaeus. Het dier heeft een lengte van ongeveer 1,50 m en een gewicht van maximaal 60 kilogram. Het is de meest voorkomende walvissoort in de Noordzee.

## Uiterlijk
Bruinvissen hebben een stompe snuit, een lage, driehoekige rugvin en (zoals alle walvisachtigen) een platte, horizontale staartvin. De rug is donkergrijs, de buik helderwit. Ze hebben spatelvormige tanden: 22 tot 28 paar in de bovenkaak, 21 tot 25 paar in de onderkaak. Hiermee 'grazen' ze de zeebodem af, waarna ze de gevonden visjes naar binnen zuigen.
De naam bruinvis lijkt vreemd, omdat deze dieren geen vissen zijn en ook geen bruine kleur hebben. Vroeger noemde men echter alles wat in de zee leefde een vis en alle grauwe kleuren werden bruin genoemd.

## Leefwijze
De zoogdieren leven alleen of in kleine groepen van 2 tot 10 dieren en incidenteel in grotere groepen tot enkele tientallen dieren. De trekbewegingen van de bruinvis zijn onvoldoende bekend, maar er lijken verschillende populaties te bestaan die elk eigen zomer- en winterverblijven bezoeken. Een belangrijke kraamkamer is bij het Duitse Waddeneiland Sylt, daar worden 's zomers veel jongen geboren. De zoogtijd duurt acht maanden, daarna moet het jong zelf voor zijn eten zorgen. Dat dit soms niet goed lukt, blijkt uit het feit dat veel op het strand aangespoelde dode bruinvissen net een jaar oud zijn. Eenmaal volwassen worden de dieren gemiddeld twaalf tot vijftien jaar oud.
Bruinvissen eten kleine levende dieren zoals vissen, pijlinktvissen en garnalen. Deze vinden ze met behulp van echolocatie. De frequentie van hun klikgeluiden ligt rond de 130 kHz. Een voordeel van die relatief hoge frequentie is dat orka's hen slecht horen. Haaien en orka's zijn de grootste vijanden van de bruinvis, maar ook grijze zeehonden vormen een potentieel gevaar.
Bruinvissen zwemmen voornamelijk vlak onder het zeeoppervlak. Ze kunnen net als een dolfijn uit het water springen, maar doen dit vrijwel nooit.

## Verspreiding
De bruinvis komt voor in de kustgebieden van de oostelijke Atlantische Oceaan van de Noordelijke IJszee tot West-Afrika, in de Middellandse Zee, rond IJsland, het oostelijk gedeelte van de Grote Oceaan en aan weerszijden van de Straat Davis. Ze komen voor in ondiep zeewater met een temperatuur beneden de zeventien graden Celsius.
Tot ongeveer het einde van de jaren 1950 was de bruinvis algemeen langs de Noordzeekust, maar in de jaren 1960 was de soort hier vrijwel verdwenen. Dit kwam door de massale lozing van gifstoffen via de rivieren en het eveneens sterk afnemen van de haringstand. Na 1985 werden weer af en toe kleine aantallen bruinvissen in de kustwateren gezien, en vanaf het jaar 2000 nam het aantal in het zuidelijk deel van de Noordzee snel toe. Het geschatte aantal voor de hele Noordzee was in 2016 250.000 exemplaren. De soort is alleen in juni werkelijk zeldzaam langs de kust; in alle andere maanden van het jaar kan hij worden waargenomen.

## Waarnemingen
Bruinvissen zwemmen ook riviermondingen in. In het verleden, met name in de 17e eeuw, werden ze tot in de grachten van Amsterdam waargenomen. In latere eeuwen zijn ze tot bij Keulen en Maastricht in de grote rivieren gesignaleerd. Een van de zeegaten waar de dieren veel gezien worden is de Oosterschelde.
In het Mechels dorp Leest werd in 1936 een bruinvis doodgeschoten door een cafébaas. Het onfortuinlijke dier was ver landinwaarts op de rivier de Zenne verzeild geraakt. Het dier werd eerst opgemerkt in het Mechelse dorp Hombeek, waar het plaatselijke dorpscafé sinds 1994 de naam "Den bruinvis" draagt.
In maart 1940 zagen de militair W. Maton en zijn vriend N. van Laarhoven in de haven van Raamsdonksveer een vreemde vis zwemmen. Na veel moeite lukte het hen de vis te vangen. Het bleek een bruinvis te zijn met een lengte van 1,25 m en een gewicht van 35 kg. Een artikel daarover werd geplaatst in het Rotterdams Nieuwsblad van 9 maart dat jaar.
In de Oosterschelde leeft sinds 2006 een kleine populatie bruinvissen die daar het hele jaar door lijkt te blijven. Behalve dat de aantallen langs de Nederlandse kust snel zijn toegenomen is er ook sprake van een snelle toename van het aantal strandingen. Veel van de in Nederland aangespoelde bruinvissen blijken door verdrinking om het leven te zijn gekomen. Vermoedelijk verdrinken de dieren in vistuig dat in ondiep water wordt gebruikt.
In Terhagen werd in 2013 een bruinvis gezien in de rivier de Rupel.
Eind juli 2016 werd een bruinvis in de grachten van Den Helder waargenomen. Vermoedelijk dezelfde bruinvis werd enkele dagen later, begin augustus dat jaar, in Alkmaar gezien. Op 14 augustus werd het dier levenloos aangetroffen in de Nauernasche Vaart in Krommenie.

## Gevangenschap

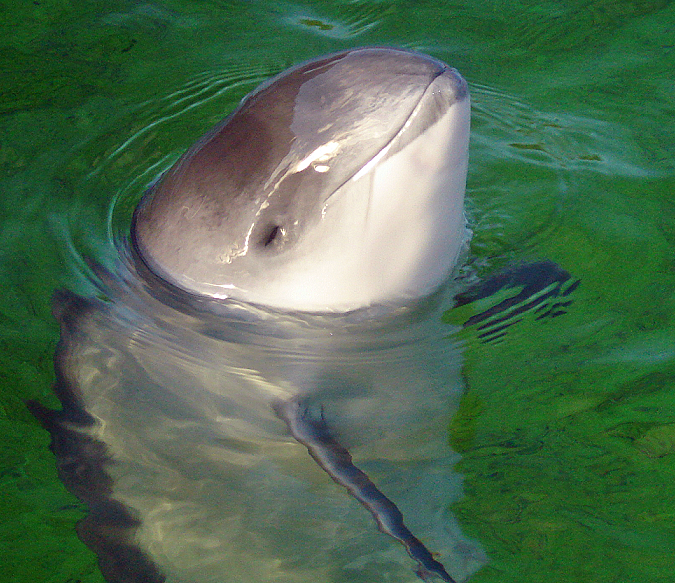
Bruinvis in gevangenschap

Bruinvissen worden onder meer in Canada, Denemarken, Nederland en Japan in gevangenschap gehouden:

### Nederland
Dolfinarium Harderwijk heeft een aantal bruinvissen. Deze dieren zijn gestrand en konden na hun revalidatieperiode niet terugkeren naar zee. Na een herstelperiode worden deze dieren zo mogelijk weer uitgezet in het wild. Als een dier niet kan worden uitgezet, blijft het in het dolfinarium in de zogeheten 'Bruinvisbaai', waar dagelijks voorstellingen worden gegeven met bruinvissen. In 2009 is er eenmaal gefokt met de bruinvissen, waarbij het jong in 2011 is gestorven.

### Denemarken
Ook het Fjord and Baelt Center in Kerteminde vangt gestrande bruinvissen op. Zij mogen maximaal vier dieren houden. Het is er mogelijk om de bruinvissen vanuit een onderwatertunnel te bezichtigen.
In het centrum wordt veel onderzoek gedaan naar onder andere echolocatie, met als doel in de toekomst de wilde bruinvispopulatie te beschermen tegen de visserij. In 2007 hebben zij voor de eerste keer ter wereld met bruinvissen gekweekt. In totaal zijn er drie jongen geboren in het centrum, die intussen allemaal zijn overleden.

## Culinair
Bruinvis wordt tegenwoordig nauwelijks nog gegeten. In de middeleeuwen was de bruinvis echter volksvoedsel. Hij werd gekookt en vervolgens gevuld met veel kruiden zoals peper, saffraan en kaneel. Het dier werd ook wel "meerzwijn", "zeevarken" en "varkensvis" genoemd, refererend aan de snuit die aan die van een varken doet denken. In Brabantse archieven vindt men weleens "waterverken" als alternatieve benaming voor bruinvis. Hoewel het een zoogdier en dus geen vis is, stond de Rooms-Katholieke Kerk het eten van bruinvis tijdens de vasten en op vrijdagen toe.
De Nederlandse geslachtsnaam "Var(c)ke(n)visser" herinnert aan de vangst van bruinvissen.

## Afbeeldingen

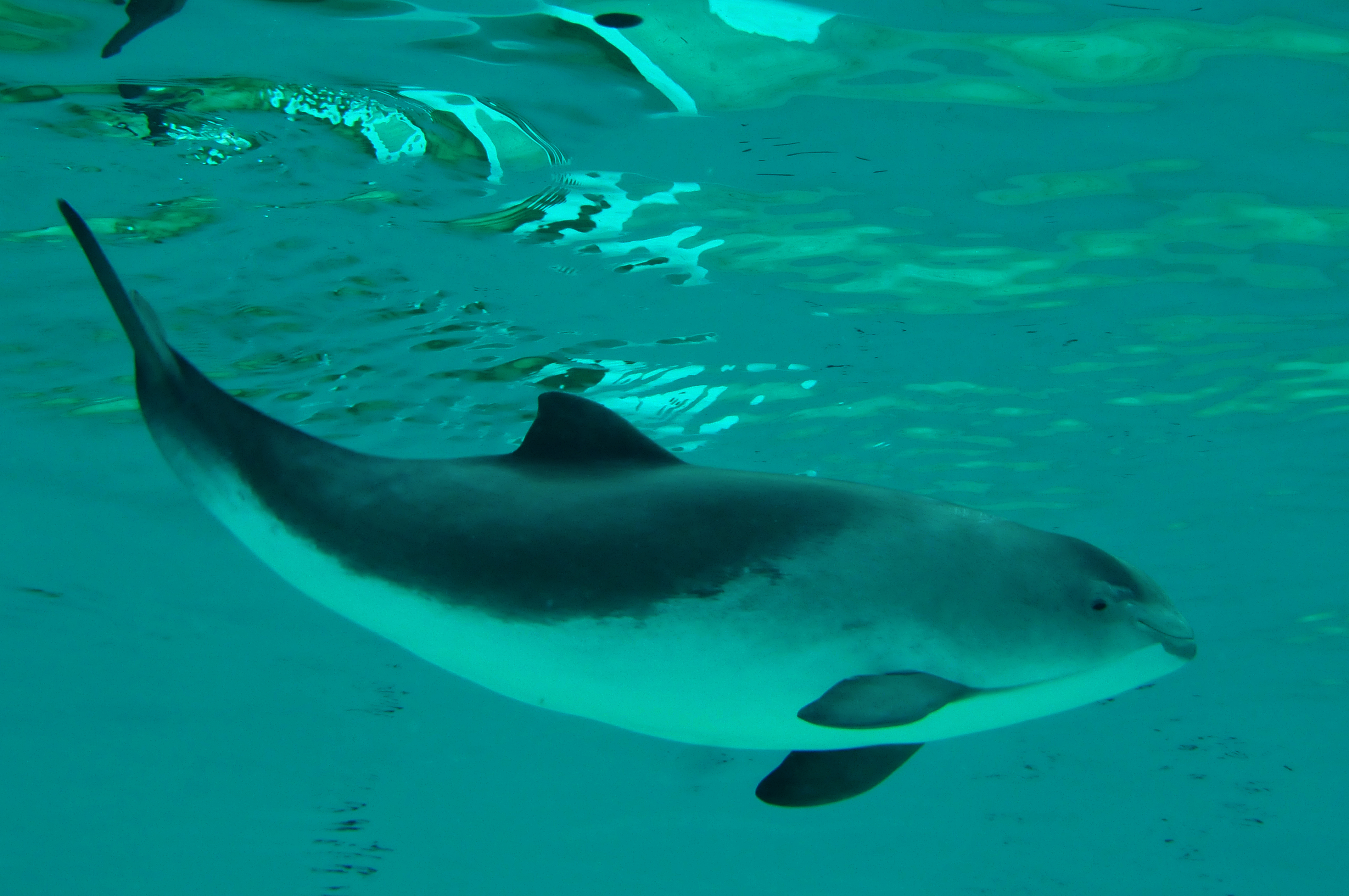
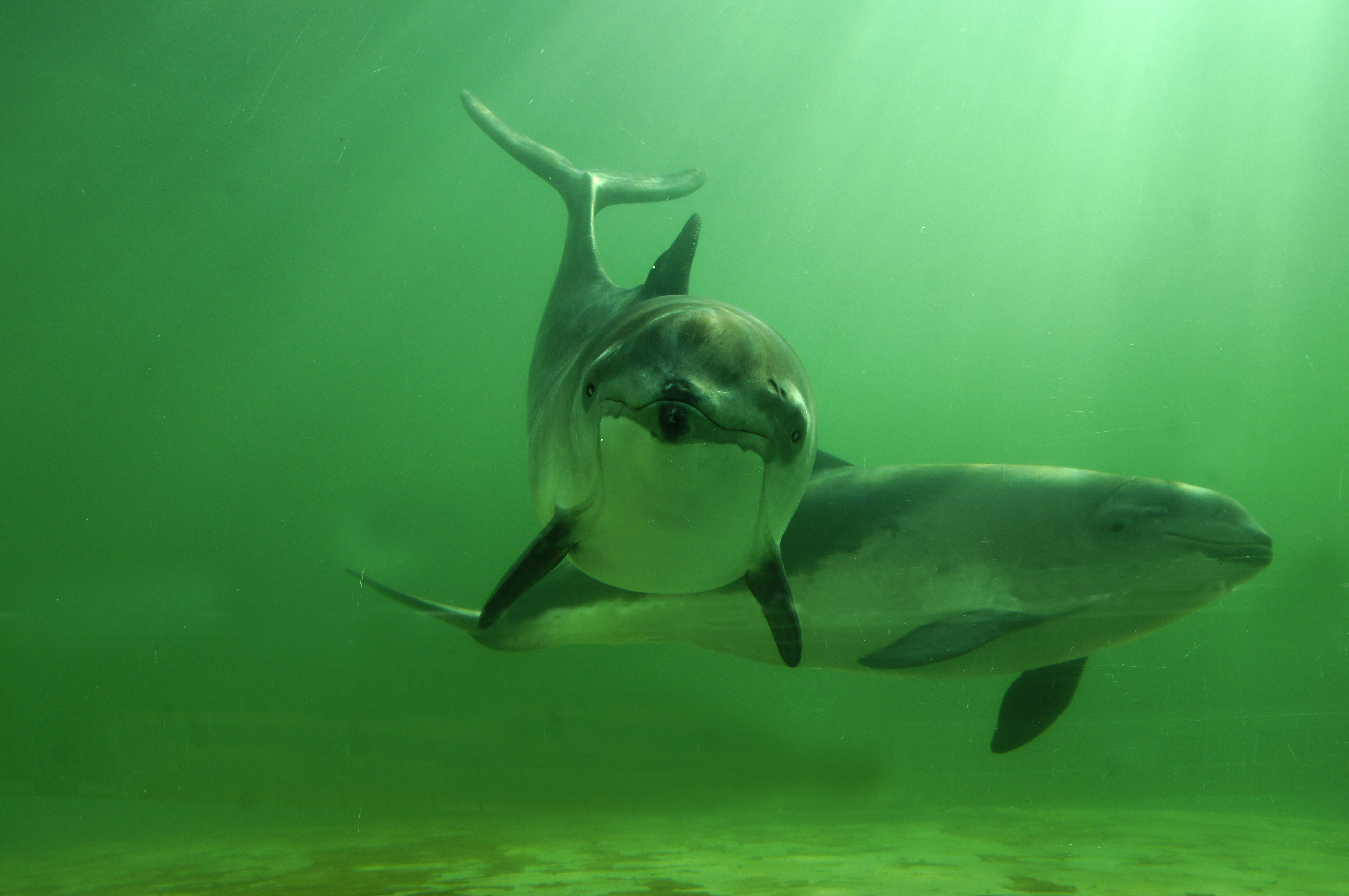
Bruinvissen onder water
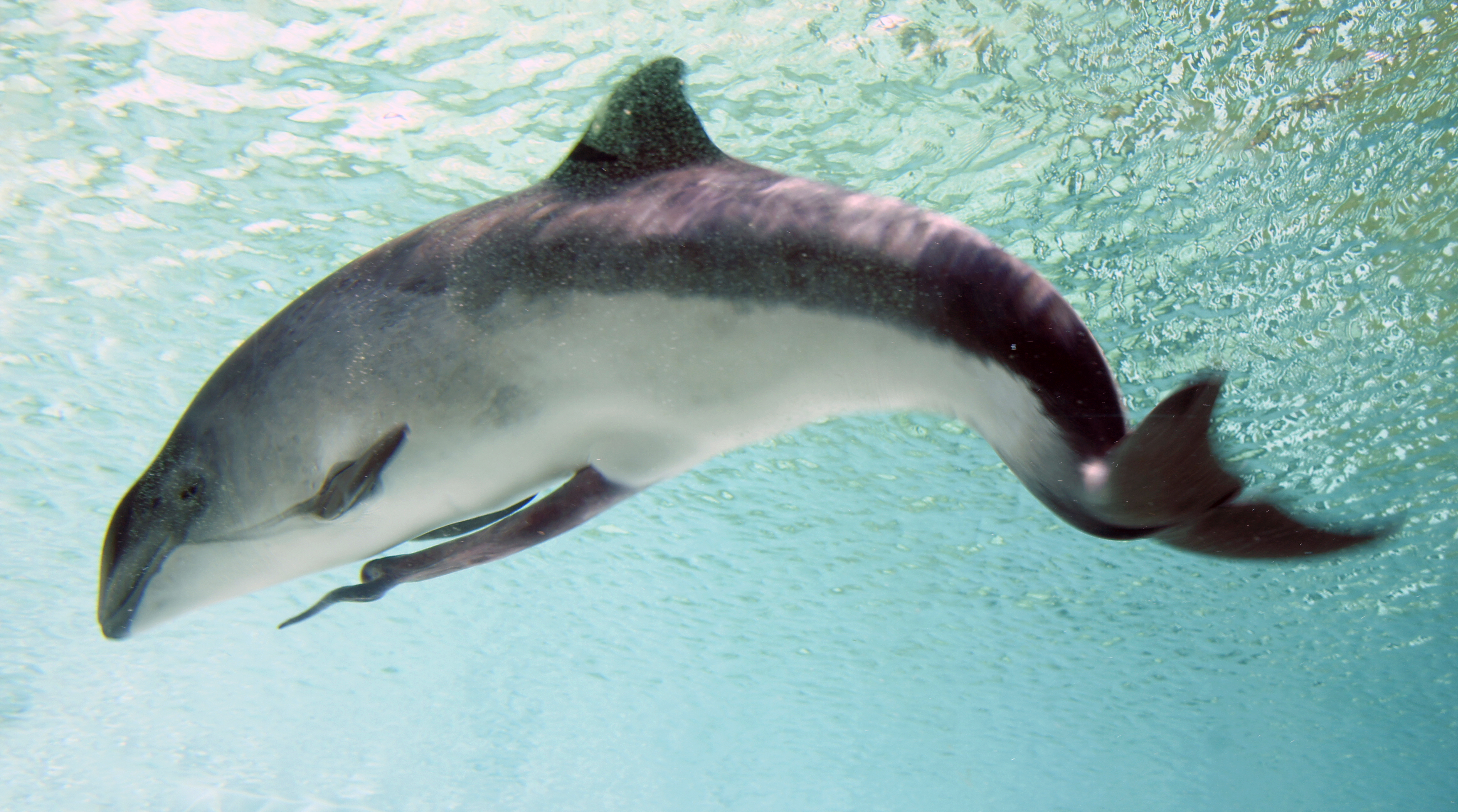
Bruinvis met penis
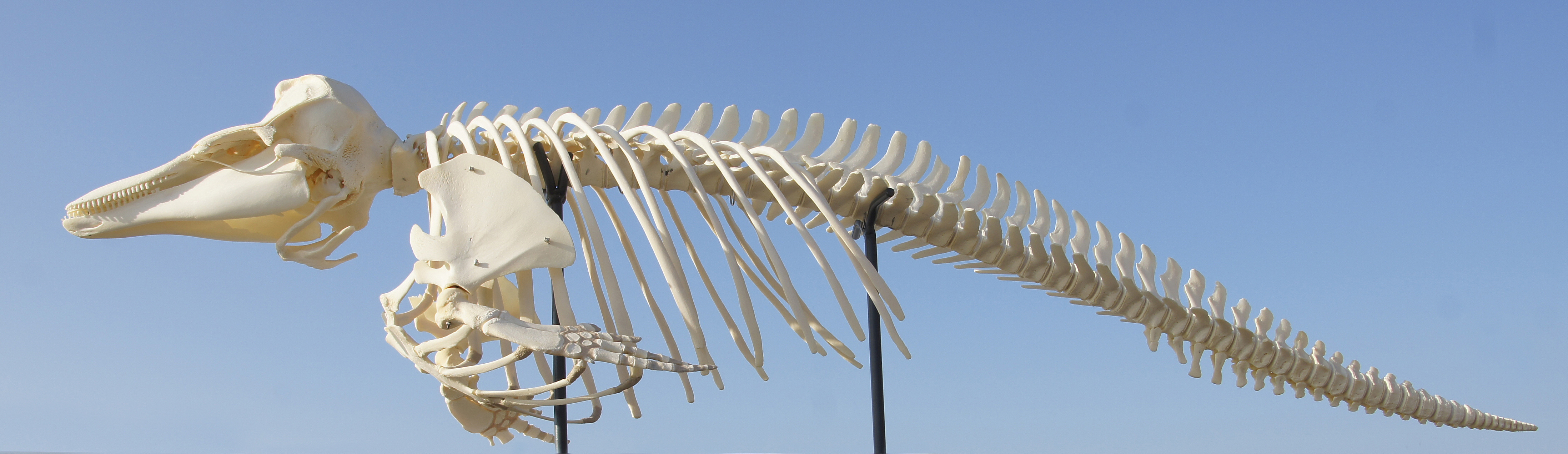
Skelet van een bruinvis